# Германско-канадские отношения
Германско-канадские отношения — двусторонние дипломатические отношения между Германией и Канадой. Страны являются членами НАТО и Большой семёрки.

## История
Первый контакт между населением Германии и Канады произошел в Новой Франции, части Северной Америки, колонизированной Францией в XVII веке. С 1663 по 1763 год многие этнические немцы из Германии иммигрировали во франкоговорящую часть Канады, где поселились рядом с французскими поселенцами. Однако, первое массовое переселение немцев в Канаду произошло после того, как Британская империя колонизировала территорию Новой Шотландии. В британской армии служило значительное количество немцев, которые затем решили остаться жить в Канаде. В те годы население колонии было в основном представлено франкоговорящими католическими акадийцами. Поскольку большинство британских поселенцев предпочитало селиться в более мягком климате Тринадцати колоний, колониальная администрация Канады столкнулась с острой демографической проблемой. Был разработан план по переселению иностранных протестантов, чтобы увеличить численность населения Канады. Большинство переселенцев были родом с германских земель Верхнерейнской низменности. Из герцогства Вюртемберг прибыло больше всего немецких иммигрантов в Канаду. Из-за немецкой иммиграции многие города Новой Шотландии, такие как: Луненберг, Кингсбург и Ватерлоо, носят названия немецкого происхождения. Многие из названий островов и пляжей в Новою Шотландии также являются немецкими и на этой территории располагается множество лютеранских церквей.
После Американской революции (1765—1783) произошла еще одна большая иммиграция этнических немцев в Канаду, так как этнические немцы сражавшиеся во время этих событий за Британскую империю, были вынуждены покинуть территорию США. Среди этих немцев были как идейные сторонники, так и наёмники, нанятые Великобританией для защиты территории Британской Северной Америки. Некоторые из этих немецких наемников решили поселиться в Канаде после окончания срока действия контракта, в частности в провинции Квебек (к юго-западу от Монреаля и к югу от города Квебека). Самая большая группа немцев, покинувшая территорию Соединённых Штатов, была меннонитами, которые подвергались дискриминации за свои пацифистские убеждения. Они переехали на территорию современного юго-западного Онтарио, в основном в городе Китченер. В последующее десятилетие из Германии в Канаду переехало еще около 50 000 человек. Начиная с 1896 года западная Канада приняла большое количество немецких иммигрантов, в основном из Восточной Европы. Кроме того, меннониты переезжали из Российской империи в Канаду, также спасаясь от преследований. Привыкшие к суровым условиям сельского хозяйства в Российской империи, многие из этих поселенцев-меннонитов были одними из самых успешных в адаптации к канадским условиям.
Во время Первой мировой войны (1914—1918) Канада и Германская империя воевали друг против друга. Во Второй мировой войне (1939—1945) Канада объявила войну Германскому рейху, через неделю после аналогичного решения Великобритании. Канадские вооружённые силы принимали участие в Нормандской операции и прорыве линии Зигфрида. Во время блокады Западного Берлина (1948—1949) Великобритания обратилась к Канаде с просьбой предоставить транспортные самолёты, однако канадцы ответили отказом. В 1949 году премьер-министр Канады Луи Сен-Лоран принял решение вступить в НАТО, а Федеративная Республика Германии вступила в этот военный альянс в 1955 году. 1 августа 1975 года Канада установила дипломатические отношения с Германской Демократической Республикой.

## Торговля
В 2017 году экспорт Германии в Канаду составил сумму 9,67 миллиарда евро по сравнению с 9,43 миллиардами евро в 2016 году. За тот же период импорт Германии из Канады составил сумму 4,39 миллиарда евро по сравнению с 4,10 миллиардами евро в 2016 году. Экспорт Германии в Канаду: автомобили, запчасти и машинное оборудование. Экспорт из Канады в Германию, в основном, сырьё.

## Дипломатические представительства
- Германия имеет посольство в Оттаве, генеральные консульства в Монреале, Торонто и Ванкувере, а также почётные консульства в Калгари, Эдмонтоне, Галифаксе, Саскатуне, Сент-Джонсе и Виннипеге[3].
- Канада содержит посольство в Берлине[4].